# Fortezza
Fortezza, németül: Franzensfeste, település Olaszországban, Bolzano autonóm megyében. Lakosainak száma 1086 fő (2023. január 1.). Fortezza Rio di Pusteria, Sarentino, Campo di Trens, Naz-Sciaves és Varna községekkel határos.

## Népesség
A település népességének változása:
| Lakosok száma | 1009 | 999  | 1086 |
|               | 2017 | 2018 | 2023 |